# Procambarus erythrops
Procambarus erythrops är en sötvattenlevande kräfta som lever endemiskt i USA.